# شيرلي شلبي
شيرلي شلبي هي متخصصة في فن الإتيكيت في الشرق الأوسط وخبيرة في هذا المجال، بدأت في كندا وأمريكا الشمالية وإنجلترا. حصلت شلبي على ليسانس آداب قسم اللغة الإنجليزية في جامعة القاهرة. وقدمت ندوات في قسم الاتصال الجماهيري بالجامعة الأمريكية، كما اشتركت في تقديم ورش عمل من أجل تنمية مظهر وتصرف موظفي الجامعة. أسست معهد إن فوجيعام 1990، أول معهد في مصري متخصص في تنمية السلوكيات الاجتماعية والإتيكيت للطفل بجانب تنمية مهارات رقص الباليه الكلاسيكي والحديث. وألفت كتابي فن الإتيكيت وما وراء السحر، الذين بيعا في جميع المكتبات في مصر وفي بعض دول الشرق الأوسط. كانت تظهر في برامج تليفزيونية أسبوعية على قنوات فضائية، حيث كانت تتناول دائمًا العناية بالطفل وبسلوكياته.